# Foc înghețat (Star Trek: Voyager)
„Foc înghețat” (titlu original: „Cold Fire”) este al 10-lea episod din al doilea sezon al serialului TV american SF Star Trek: Voyager. A avut premiera la  13 noiembrie 1995 pe canalul UPN.

## Prezentare
Un Ocampa o ajută pe Kes să-și dezvolte abilitățile mentale, în timp ce echipajul se confruntă cu o ființă ce pare a fi versiunea feminină a Îngrijitorului.

## Rezumat
Kes și Doctorul observă o schimbare ciudată în rămășițele Protectorului, extraterestrul care a aruncat-o pe Voyager în Cuadrantul Delta. Se pare că rezonează ca răspuns la o sursă neobișnuită de energie. Amintindu-și că Protectorul pe moarte a menționat o femeie din poporul său, Janeway se întreabă dacă aceasta ar putea fi în apropiere. Dacă da, o întâlnire cu ea ar putea fi biletul lor spre casă. Ca măsură de precauție, Tuvok dezvoltă o toxină care ar putea debilita forma de viață a femeii dacă prezintă o amenințare. Urmărind traseul energetic, echipajul ajunge la o stație spațială locuită de Ocampa, care atacă nava.
Kes este de acord să acționeze ca legătură a echipajului cu semenii ei, iar când liderul Ocampa, Tanis, urcă la bordul Voyager, ea îl asigură că echipajul vine în pace. Într-o întâlnire privată, Tanis îi spune lui Kes că femela Nacene, Suspiria, este în apropiere. Ea a avut grijă de acest grup de Ocampa timp de 300 de ani și i-a învățat să-și dezvolte abilitățile psihocinetice și le-a prelungit durata de viață. Îi arată lui Kes o mostră a abilităților puternice pe care ea încă nu le-a atins. Mai târziu, Tanis comunică cu Suspiria, care îi cere să-i predea nava Voyager.
În timp ce Tanis duce echipajul către Suspiria, el o îndrumă pe Kes cu privire la abilitățile ei telepatice. Lecțiile aproape că se termină dezastruos atunci când Kes încearcă să fiarbă apa cu mintea și, spre groaza ei, fierbe din greșeală sângele lui Tuvok. Acesta se prăbușește, zvârcolindu-se în agonie.
Tuvok își revine după incidentul aproape fatal. Kes realizează întregul potențial al puterilor sale mentale atunci când mintea ei determină arderea plantelor din secțiunea de aeroponică. Tanis o îndeamnă pe Kes să părăsească Voyager și să locuiască pe stația spațială Ocampa, unde spune că va fi îmbrățișată de Suspiria și înconjurată de propriul ei popor.
Suspiria, care crede minciunile răspândite de Kazoni și de alții despre Voyager, vine la bord. Ea îi spune lui Janeway că îi va distruge ca răzbunare pentru că echipajul l-a ucis pe Protector. Când Kes devine conștientă de complotul ei monstruos, Suspiria a atacat deja mai mulți ofițeri. La rândul său, Kes îl atacă pe Tanis cu abilitățile sale psihice extinse, iar durerea lui Tanis o blochează temporar pe Suspiria. Janeway este apoi capabilă să declanșeze toxina, supunând-o. Janeway permite Suspiriei și lui Tanis să părăsească nava, în timp ce Kes rămâne cu prietenii ei pe Voyager.

## Actori ocazionali
- Gary Graham - Tanis
- Lindsay Ridgeway - Suspiria
- Norman Large - Ocampa Man